# 해럴드 마틴

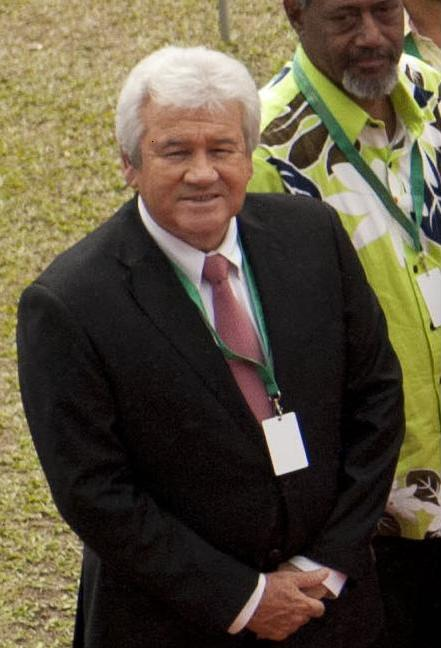

해럴드 마틴 (Harold Martin, 1954년 4월 6일 ~ , 누벨칼레도니, 누메아 출신)은 누벨칼레도니의 정치인이다. 2007년 8월 7일부터 2009년 5월 10일까지 누벨칼레도니의 대통령직을 수행했으며, 2009년 5월 22일부터 누벨칼레도니 의회의 의장을 맡고 있다. 마틴은 프랑스 의회의 누벨칼레도니 의원 두명을 뽑는 선거에서 패배한 뒤 여당 미래 함께 (l'Avenir Ensemble)당의 마리 노엘 테메로 (Marie-Noëlle Thémereau)를 대신하여 총재직에 올랐다.

## 참고
1. ↑  “Harold Martin elected new president of New Caledonia”. Radio New Zealand International. 2007년 8월 10일에 확인함.